# Ed Boon
Sinh ngày 22/1/1964 tại Chicago, Illinois. Edward J. Boon đã bắt đầu công việc đầu tiên là một lập trình viên trò chơi điện tử. Tại đây anh đã gặp người có chung ý tưởng như anh trong lần làm và phát triển thương hiệu trò chơi điện tử đối kháng Mortal Kombat là John Tobias, họ đã có với nhau một khoảng thời gian khá dài trên phương diện cộng sự của nhau qua việc viết và sáng tạo chất xám. Kể từ sau khi thương hiệu trò chơi Mortal Kombat được nổi danh từ sau năm 1992, thì cuộc đời của Boon rẽ sang một hướng đi khác khi anh chở thành một gương mặt tiêu biểu trong làng game, hệ thống chương trinh phim ảnh và thậm chí cả những màn trình diễn trên truyền hình khá ấn tượng, thành công của ông đến quá nhanh cùng với cả người bạn thân của ông John Tobias đã khiến cho cả hai thực sự trở nên bận rộn kể từ sau năm 2000, kể từ đây lối rẽ cho những con đường của tương lai đang đến là hoàn toàn rộng mở.
Ed Boon có ảnh hưởng cực lớn đến thương hiệu dòng Mortal Kombat hơn cả bạn của ông John Tobias khi mang đến cho thương hiệu này nằm trong danh mục thương hiệu có khả năng độc quyền khai thác trên những phương diện khác. Chính là vì yếu tố này cho nên Ed Boon đã cho sử dụng trò chơi diện tử Mortal Kombat của mình như một sản phẩm có thể kiếm ra tiền cho công ty MIDWAY trong khi người bạn thân của ông John Tobias lại coi nó như là một biểu tượng cần phải được khai thác triệt để từ khía cạnh khoa học thần bí cần được giải đáp và tìm hiểu như kênh truyền hình khám phá Discovery TV (hiện nay đã có thêm chương trình tìm hiểu sâu sắc hơn về công nghệ sáng tạo trò chơi điện tử với thực tiễn ngoài đời thực) danh tiếng.
Ed Boon được cấp bằng trong năm 1986 do trường đại học University of Illinois at Urbana-Champaign với danh hiệu học sinh tú tài môn công nghệ bộ môn toán học cho lập trình ứng dụng trên máy vi tính. Hiện nay mặc dù tuy đã thành danh trên con đường lập nghiệp từ trò chơi điện tử, nhưng Ed Boon vẫn còn mong muốn thực hiện nguyện vọng cho ước mơ khi mang thương hiệu Mortal Kombat của mình quyết đấu với thương hiệu Street Fighter của hãng Capcom (tiền thân khai sinh ý tưởng tạo ra MK) trong một tương lai không xa cho lắm.

## Danh sách tác phẩm

### Video game
- Smash TV (All voices)
- Mortal Kombat
- Mortal Kombat II
- Mortal Kombat 3
- Ultimate Mortal Kombat 3
- Ultimate Mortal Kombat
- Mortal Kombat Trilogy
- Mortal Kombat 4
- Mortal Kombat Mythologies: Sub-Zero
- Mortal Kombat Gold
- Mortal Kombat: Special Forces
- The Grid
- Mortal Kombat: Deadly Alliance
- Mortal Kombat: Deception
- Mortal Kombat: Shaolin Monks
- Mortal Kombat: Armageddon
- Mortal Kombat vs. DC Universe
- Mortal Kombat 9 (in development)
- Mortal Kombat X
- Mortal Kombat 11

### Pinball
- F-14 Tomcat (1987; effects)
- Space Station: Pinball Rendezvous (1987; software and effects)
- Banzai Run (1988; effects)
- Taxi (1988; software and effects)
- Black Knight 2000 (1989; software and effects)
- FunHouse (1990; Voice of Rudy)

### Phim
- Mortal Kombat (as the voice of Scorpion)
- Mortal Kombat Annihilation (as the voice of Scorpion)